# I bitwa pod Mińskiem Mazowieckim
Bitwa pod Mińskiem Mazowieckim – bitwa stoczona 26 kwietnia 1831 roku podczas powstania listopadowego.
Pod Mińskiem Mazowieckim polska ariergarda złożona z 2 Dywizji Piechoty dowodzonej przez generała Antoniego Giełguda starła się z 1 korpusem rosyjskim dowodzonym przez generała Piotra Pahlena. Korpus rosyjski wsparty został dodatkowo przez grupę Karla Mandersterna.
Bitwa zakończyła się odwrotem polskiej dywizji na Stojadła.